# Orizont (film)
Orizont este un film thriller românesc din 2015 scris și regizat de Marian Crișan. Rolurile principale au fost interpretate de actorii András Hatházi, Rodica Lazăr și Bogdán Zsolt. Scenariul este o adaptare liberă a nuvelei Moara cu noroc de Ioan Slavici.

## Distribuție
- András Hatházi ca Lucian
- Rodica Lazăr ca Andra
- Bogdán Zsolt ca Zoli
- Valeriu Andriuță ca Pintea
- Emilian Oprea ca Adi
- Maria Seleș ca Victoria
- Elena Purea ca Procuror
- Mihai Dorobanțu ca Senatorul
- Dan Rădulescu ca Judecătorul
- Costin Gavaza ca Avocat
- Radu Ciobanașu ca Polițist
- Dorin C. Zachei ca Petrecăreț 1
- Fărcuț Ghiță Daniel ca Petrecăreț 2
- Krisztina Bíró ca Petrecăreață 1
- Lucian Diaconu ca Petrecăreț 3
- Dana Diaconu ca Petrecăreață 2

## Producție
Filmările au avut loc în noiembrie 2014. 